# Grallipeza scurra
Grallipeza scurra är en tvåvingeart som beskrevs av Günther Enderlein 1922. Grallipeza scurra ingår i släktet Grallipeza och familjen skridflugor. Inga underarter finns listade i Catalogue of Life.